# Індіанаполіс 500
Індіанаполіс 500 (англ. Indianapolis 500-Mile Race) — щорічні автомобільні гонки на трасі Індіанаполіс Мотор Спідвей у американському поселенні Спідвей на передмісті Індіанаполісу штату Індіана, що відбуваються останній понеділок травня у національне свято День пам'яті. У 1950–1960 роках гонка в Індіанаполісі була одним з етапів чемпіонату Формули-1. Через викладення траси цеглою 1910/11 її ще називають «старою цегельнею».

## Традиція

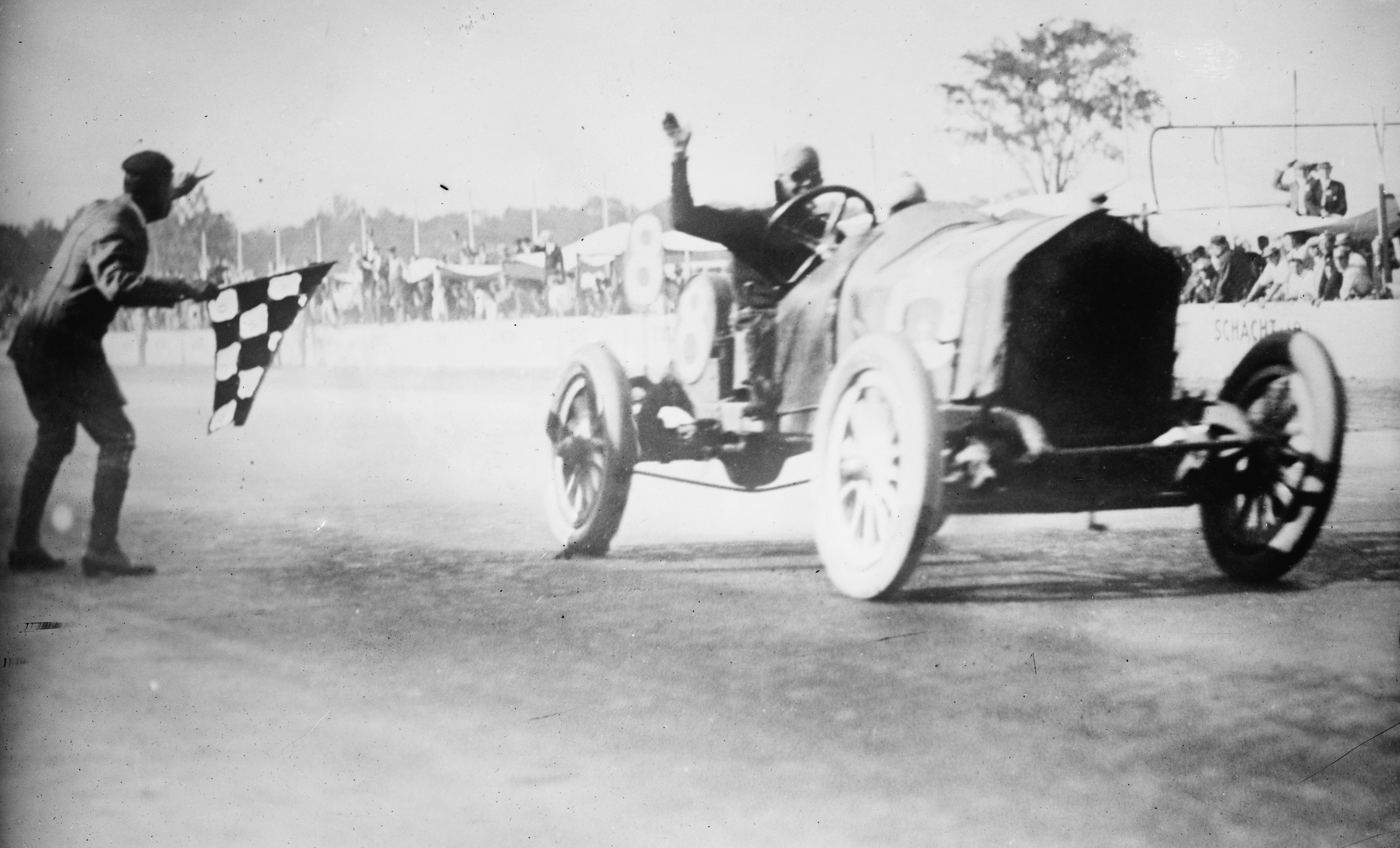
Переможець перегонів 1912 Джо Давсон

Згідно з традицією із 1936 кожен переможець перегонів на подіумі отримує пляшку молока. Традицію започаткував 1933 Луїс Меєр, що здобув другу перемогу в Інді. Після третьої перемоги 1936 він знову попросив склянку молока, однак натомість отримав пляшку з молоком. Фотограф зробив знімок Меєра, коли той пив з пляшки і показував три пальці, щоб вказати на свою третю перемогу. У 1947–1955 роках традиція призупинялась, а згодом знову відновлювалась. З 1956 її порушив лише Емерсон Фіттіпальді, випивши 1993 склянку апельсинового соку. Місцева молочна компанія почала пропонувати молоко усім переможцям перегонів. Сучасним переможцям подають 2 % знежирене молоко..

## Історія

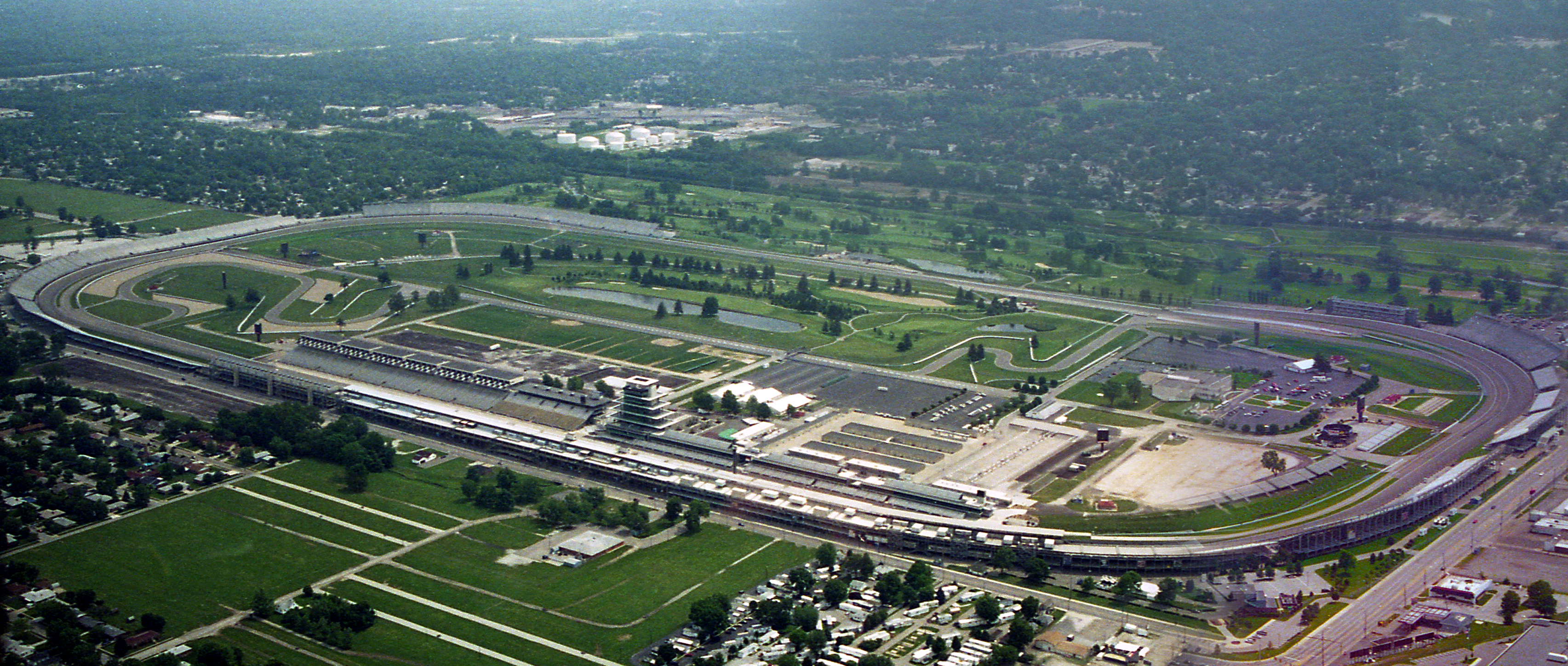
Траса Indianapolis Motor Speedway

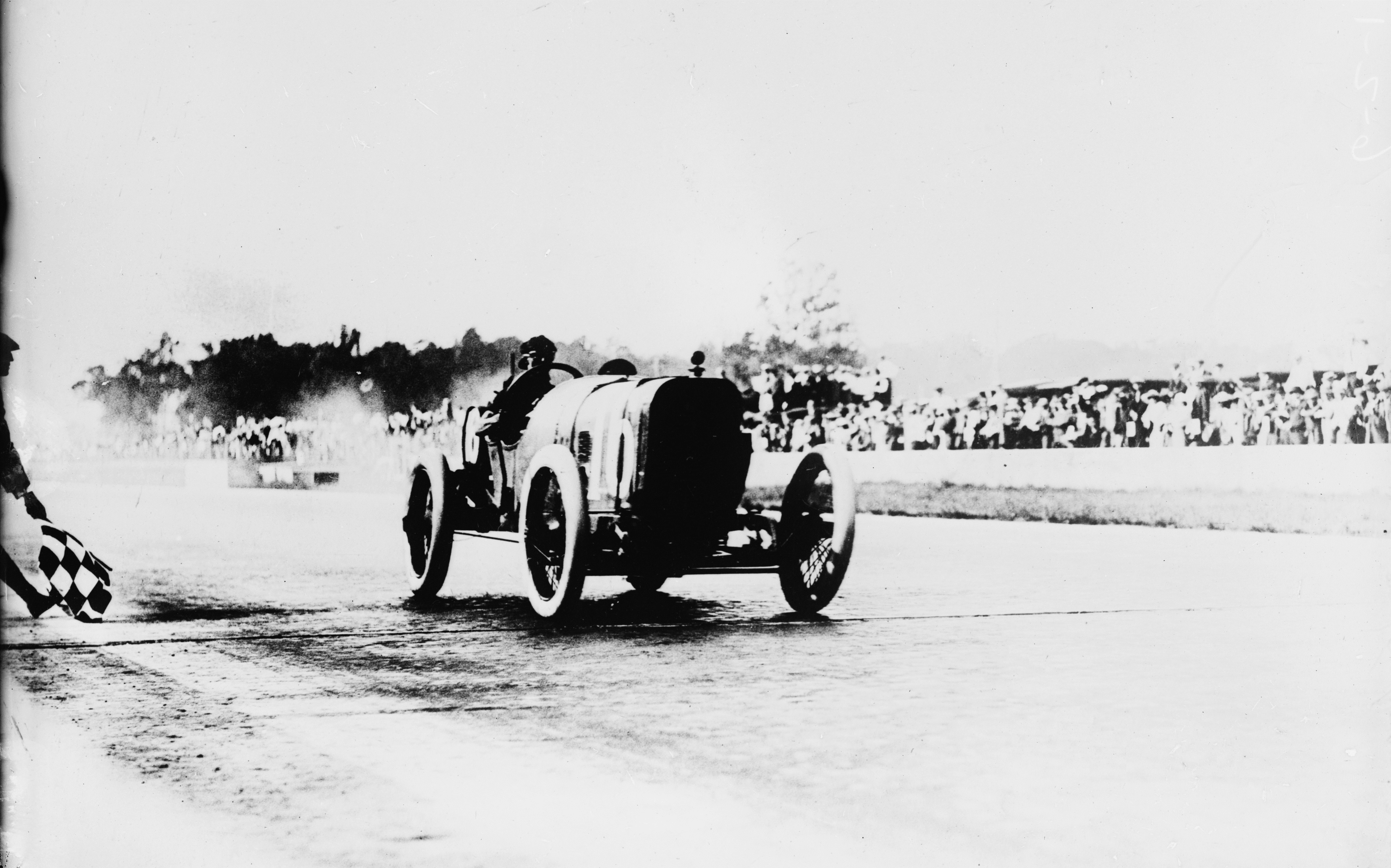
Пежо — перша іноземна машина-переможець. 1913

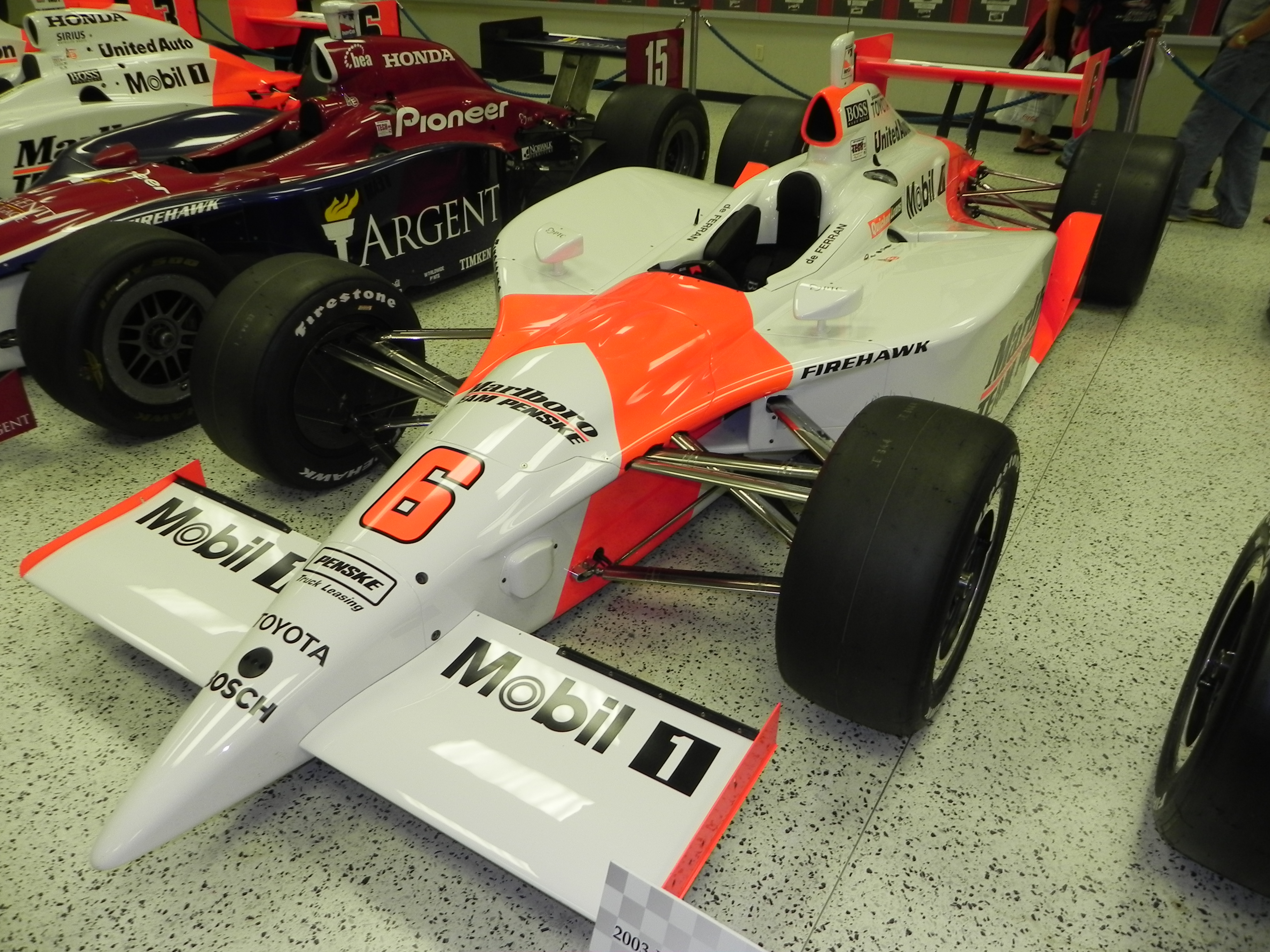
GF09 — переможець 2003

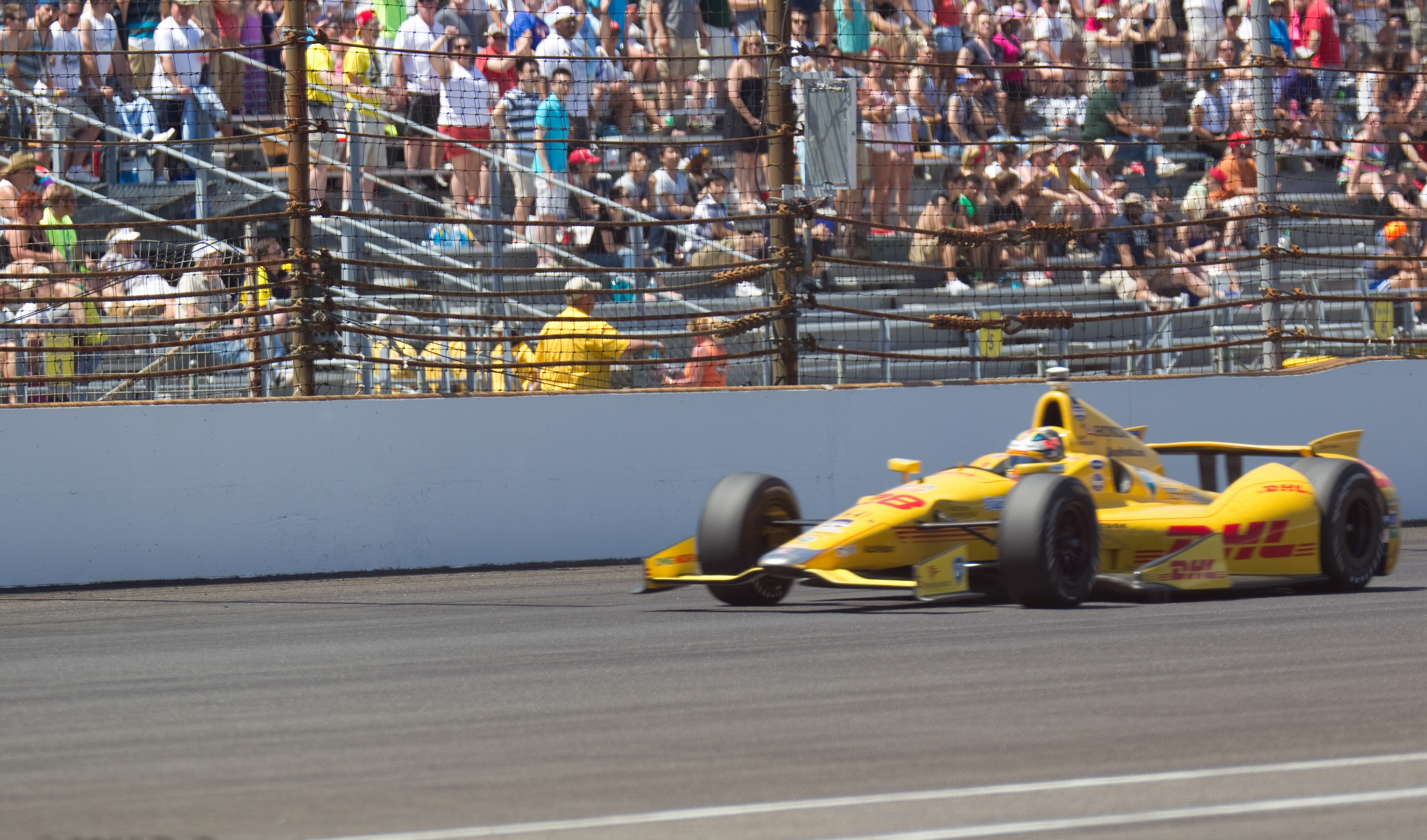
Переможець Інді. 2014

У 1909 було збудовано першу у США трасу для автомобільних перегонів з гравійно-асфальтовим покриттям. Погіршення стану покриття призвело до смертельних випадків, але велика кількість глядачів переконала власника підприємця Карла Г. Фішера вкласти 155.000 доларів у ремонт дороги 3,2 млн цеглин і бетонної стіни висотою 0,84 м навколо траси. Через зменшення кількості глядачів впродовж перегонів 1910 власники вирішили організувати велику гонку за прикладом європейської 24 години Ле-Мана. Вони обрали перегони на 500 миль (804.672 км), що рівнозначне 200 колам на трасі Indianapolis Motor Speedway. Що найважливіше - призначили приз у 25.000 доларів (тоді еквівалент 37,615 кг золота). Це дозволило перегонам отримати привілейований статус.
Перші перегони відбулись 30 травня 1911 за участі 80.000 глядачів для машин з робочим об'ємом мотора до 9800 см³. У перегонах 1912 приз підняли до 50.000 доларів, 1913 об'єм обмежили 7400 см³. Перегони привернули увагу європейців, що виграли усі довоєнні перегони.
Після завершення Першої світової війни у США на провідні позиції у розробці гоночних машин просунувся інженер Гаррі Міллер, чию компанію 1933 викупив Оффенгаузер. Європейці повернулись до Інді 500 наприкінці 1930-х років, хоча не змогли перемогти. Американці домінували у перегонах до 1950-х років, коли ті стали етапом світового чемпіонату Формули-І, але і тоді не усі європейські учасники чемпіонату брали участь у перегонах. Альберто Аскарі 1952 зійшов на 40 колі і того року це були єдині перегони, у яких він брав участь, і не переміг. Через небажання європейців брати участь у Інді 500 та через значні кошти на переїзд, Формула-І відмовилась від них. На свій страх заради значного призу команда Лотус і Джим Кларк стартували 1963, 1964 і 1965, коли він переміг. Британець Грем Гілл переміг 1966 на Lola-Ford. Американський виробник моторів Offenhauser, що з 1930-х років домінував у Інді 500, приєднався у 1970-х роках до McLaren. Та прогрес європейських технологій був стрімким для конкурентоздатності американських виробників і з 1978 усі основні автоучасники Інді 500 були збудовані на базі європейських шасі, моторів. З 1980-х все більше неамериканських учасників починають стартувати у перегонах, а з 1990-х вони починають домінувати через кризу в американських серіях перегонів. Мотори з турбонаддувом повернули 2012 року.
З 1971 до перегонів допустили перших жінок-репортерів, з 1977 взяло участь 8 жінок-водіїв, з яких тільки Даніка Патрік пройшла їх до фінішу, зайнявши 2005 четверте місце.
У наші дні перегони відвідує до 270 тисяч глядачів.

## Назва

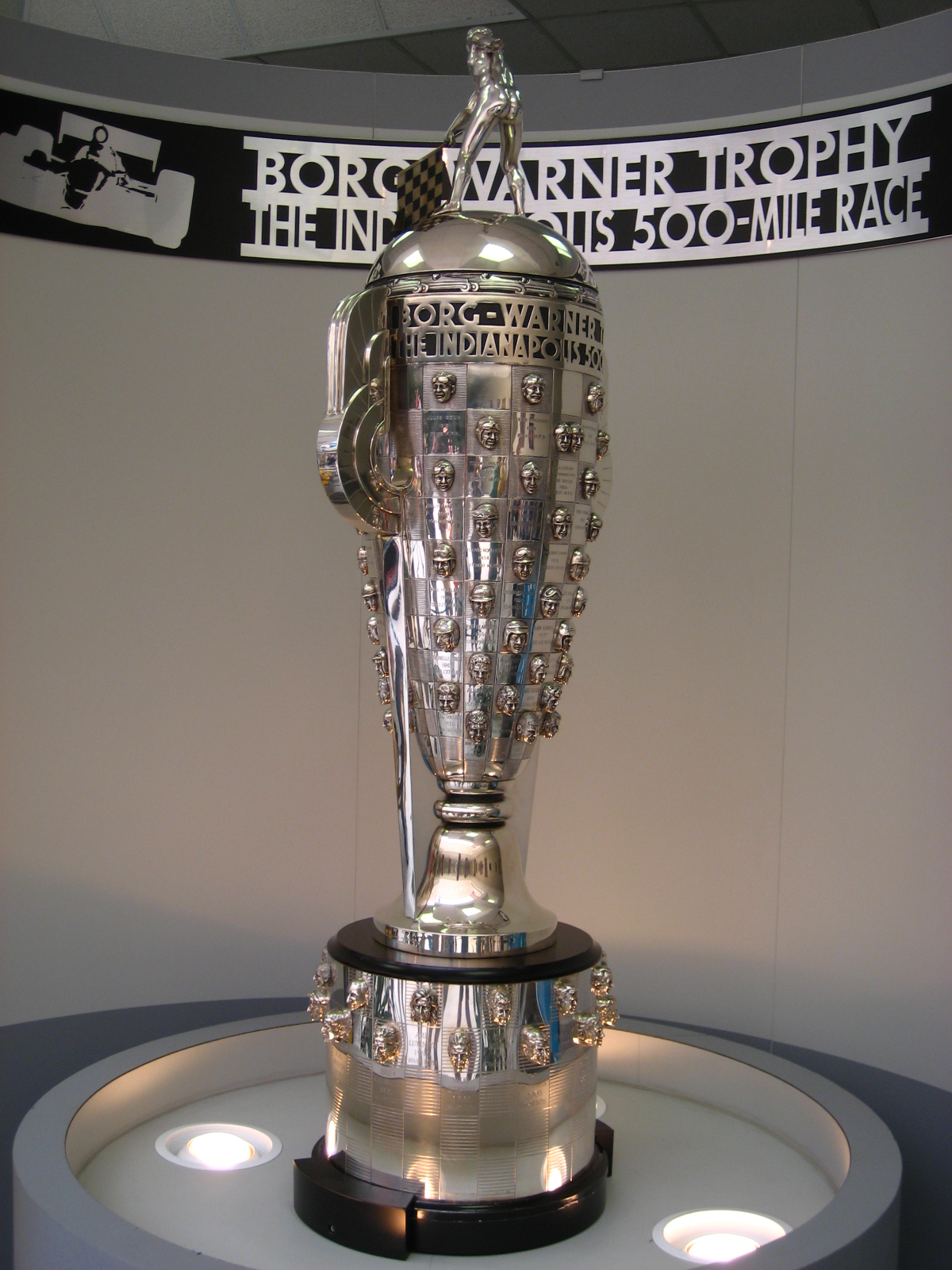
Borg-Warner Trophy вручають переможцеві Інді 500

На початку перегони іменувались «Міжнародні 500-мильні лотереї перегони», «Індіанаполіс 500» (1911–1919). 1919 її назвали «Вільний тоталізатор» (англ. Liberty Sweepstakes), згодом «Міжнародний тоталізатор» (англ. International Sweepstakes), що з кількома варіаціями друкувалось на квитках. Одночасно після СВ2 вживались назви «500», «500-мильні перегони»(англ. The 500-Mile Race), «Індіанаполіс 500-мильні перегони» (англ. Indianapolis 500-Mile Race), «Індіанаполіс 500» (англ. Indianapolis 500), «Інді 500» (англ. Indy 500), «Річні перегони Дня пам'яті» (англ. Annual Memorial Day race). У 1981 застосували назву «65 Індіанаполіс 500-мильна гонка» (англ. 65th Indianapolis 500-Mile Race) і надалі її офіційно вживають з порядковим номером перегонів та унікальною щорічною емблемою. Це було пов'язано з кризою у американських перегонах після створення серії Champ Car (Championship Auto Racing Teams (CART)), куди перейшло більшість команд з United States Auto Club, під контролем якої залишились лише Інді 500. На 1995 власник траси Індіанаполіс Мотор Спідвей Тоні Джордж створив нову гоночну серію Інді Ліга Перегонів (англ. Indy Racing League (IRL)). Через зниження популярності CART дозволив своїм командам виступ у Інді 500, куди перейшли найбільші команди (2000/02) (лише там згідно із законом дозволяли рекламу тютюнових виробів). Після відходу титульного спонсора, 2 з 3 виробників моторів чемпіонат CART збанкрутував, після чого став називатись ChampCar World Series (CCWS). Зрештою 2008 вона збанкрутувала і єдиною серією перегонів з відкритими колесами у США залишилась IRL. 2009 до святкування 100-річчя відкриття траси, 100-річчя перших перегонів оголосили ювілейне 3-річчя. На квитках 1993 розмістили напис «93-500 миль Міжнародний Тоталізатор»(англ. 93rd 500 Mile International Sweepstakes).
Зрештою, ще на кубку 1936 Borg-Warner Trophy було розміщено напис «Indianapolis 500-Mile Race» (укр. Індіанаполіс 500-мильні перегони).

## Переможці гонок
| Рік       | Дата      | Водій                       | Машина     | Мотор       | Команда/Власник                | Час         |
| --------- | --------- | --------------------------- | ---------- | ----------- | ------------------------------ | ----------- |
| 1911      | 30 травня | США Ray Harroun             | Marmon     | Marmon      | Nordyke & Marmon Company       | 6:42:08,039 |
| 1912      | 30 травня | США Joe Dawson              | National   | National    | National Motor Vehicle Company | 6:21:06,144 |
| 1913      | 30 травня | Франція Jules Goux          | Peugeot    | Peugeot     | Peugeot                        | 6:35:05,108 |
| 1914      | 30 травня | Франція René Thomas         | Delage     | Delage      | Louis Delâge Company           | 6:03:45,060 |
| 1915      | 31 травня | Італія Ralph DePalma        | Mercedes   | Mercedes    | E.C. Patterson                 | 5:33:55,619 |
| 1916      | 30 травня | Велика Британія Dario Resta | Peugeot    | Peugeot     | Peugeot Auto Racing Company    | 3:34:16,990 |
| 1917 1918 |           | Перегони не проводились     | через      | вступ       | США до війни                   |             |
| 1919      | 30 травня | США Howdy Wilcox            | Peugeot    | Peugeot     | I.M.S. Corporation             | 5:40:42,930 |
| 1920      | 30 травня | Франція Gaston Chevrolet    | Frontenac  | Frontenac   | William Small Company          | 5:38:31,901 |
| 1921      | 30 травня | США Tommy Milton            | Frontenac  | Frontenac   | Луї Шевроле                    | 5:34:44,578 |
| 1922      | 30 травня | США Jimmy Murphy            | Duesenberg | Miller      | Jimmy Murphy                   | 5:17:30,845 |
| 1923      | 30 травня | США Tommy Milton            | Miller     | Miller      | H.C.S. Motor Company           | 5:31:19,618 |
| 1924      | 30 травня | США Lora Corum              | Duesenberg | Duesenberg  | Duesenberg                     | 5:05:23,595 |
| 1924      | 30 травня | США Joe Boyer               | Duesenberg | Duesenberg  | Duesenberg                     | 5:05:23,595 |
| 1925      | 30 травня | США Pete DePaolo            | Duesenberg | Duesenberg  | Duesenberg                     | 4:56:39,401 |
| 1926      | 30 травня | США Frank Lockhart          | Miller     | Miller      | Peter Kreis                    | 5:12:48,768 |
| 1927      | 30 травня | США George Souders          | Duesenberg | Duesenberg  | William S. White               | 5:07:33,022 |
| 1928      | 30 травня | США Louis Meyer             | Miller     | Miller      | Alden Sampson                  | 5:01:33,725 |
| 1929      | 30 травня | США Рей Кіч                 | Miller     | Miller      | M. A. Yagle                    | 5:07:25,458 |
| 1930      | 30 травня | США Billy Arnold            | Summers    | Miller      | Harry Hartz                    | 4:58:39,720 |
| 1931      | 30 травня | США Louis Schneider         | Stevens    | Miller      | Louis Schneider                | 5:10:27,948 |
| 1932      | 30 травня | США Fred Frame              | Wetteroth  | Miller      | Harry Hartz                    | 4:48:03,761 |
| 1933      | 30 травня | США Louis Meyer             | Miller     | Miller      | Louis Meyer                    | 4:48:00,774 |
| 1934      | 30 травня | США Bill Cummings           | Miller     | Miller      | H. C. Henning                  | 4:46:05,254 |
| 1935      | 30 травня | США Kelly Petillo           | Wetteroth  | Offenhauser | Kelly Petillo                  | 4:42:22,771 |
| 1936      | 31 травня | США Louis Meyer             | Stevens    | Miller      | Louis Meyer                    | 4:35:03,314 |
| 1937      | 31 травня | США Louis Meyer             | Shaw       | Offenhauser | Wilbur Shaw                    | 4:24:07,861 |
| 1938      | 30 травня | США Floyd Roberts           | Wetteroth  | Miller      | Lou Moore                      | 4:15:58,362 |
| 1939      | 30 травня | США Wilbur Shaw             | Maserati   | Maserati    | Boyle Racing Headquarters      | 4:20:47,412 |
| 1940      | 30 травня | США Wilbur Shaw             | Maserati   | Maserati    | Boyle Racing Headquarters      | 4:22:31,201 |
| 1941      | 30 травня | США Floyd Davis             | Wetteroth  | Offenhauser | Lou Moore                      | 4:20:36,266 |
| 1942 1945 |           | Перегони не проводились     | через      | вступ       | США до війни                   |             |

| Рік  | Дата            | Водій                            | Машина       | Мотор         | Команда/Власник             | Час           |
| ---- | --------------- | -------------------------------- | ------------ | ------------- | --------------------------- | ------------- |
| 1946 | 30 травня       | США George Robson                | Adams        | Sparks        | Thorne Engineering          | 4:21:16,711   |
| 1947 | 30 травня       | США Mauri Rose                   | Deidt        | Offenhauser   | Lou Moore                   | 4:17:52,159   |
| 1948 | 31 травня       | США Mauri Rose                   | Deidt        | Offenhauser   | Lou Moore                   | 4:10:23,286   |
| 1949 | 30 травня       | США Bill Holland                 | Deidt        | Offenhauser   | Lou Moore                   | 4:07:15,939   |
| 1950 | 30 травня       | Johnnie Parsons                  | Kurtis Kraft | Offenhauser   | Kurtis Kraft                | 2:46:55,967   |
| 1951 | 30 травня       | США Lee Wallard                  | Kurtis Kraft | Offenhauser   | Murrell Belanger            | 3:57:38,103   |
| 1952 | 30 травня       | США Troy Ruttman                 | Kuzma        | Offenhauser   | J. C. Agajanian             | 3:52:41,930   |
| 1953 | 30 травня       | США Bill Vukovich                | Kurtis Kraft | Offenhauser   | Howard B. Keck              | 3:53:01,668   |
| 1954 | 30 травня       | США Bill Vukovich                | Kurtis Kraft | Offenhauser   | Howard B. Keck              | 3:49:17,261   |
| 1955 | 30 травня       | США Bob Sweikert                 | Kurtis Kraft | Offenhauser   | John Zink                   | 3:53:59,576   |
| 1956 | 30 травня       | США Pat Flaherty                 | Watson       | Offenhauser   | John Zink                   | 3:53:28,872   |
| 1957 | 30 травня       | США Sam Hanks                    | Salih        | Offenhauser   | George Salih                | 3:41:14,238   |
| 1958 | 30 травня       | США Jimmy Bryan                  | Salih        | Offenhauser   | George Salih                | 3:44:21,064   |
| 1959 | 30 травня       | США Rodger Ward                  | Watson       | Offenhauser   | Leader Cards                | 3:40:47,470   |
| 1960 | 30 травня       | США Jim Rathmann                 | Watson       | Offenhauser   | Ken-Paul                    | 3:36:11,384   |
| 1961 | 30 травня       | США A.J. Foyt                    | Trevis       | Offenhauser   | Bignotti-Bowes Racing       | 3:35:37,540   |
| 1962 | 30 травня       | США Rodger Ward                  | Watson       | Offenhauser   | Leader Cards Racing         | 3:33:50,291   |
| 1963 | 30 травня       | США Parnelli Jones               | Watson       | Offenhauser   | J. C. Agajanian             | 3:29:35,365   |
| 1964 | 30 травня       | США A.J. Foyt                    | Watson       | Offenhauser   | Ansted-Thompson Racing      | 3:23:35,813   |
| 1965 | 31 травня       | Велика Британія Джим Кларк       | Lotus        | Ford          | Team Lotus                  | 3:19:05,370   |
| 1966 | 30 травня       | Велика Британія Грем Гілл        | Lola         | Ford          | Mecom Racing Team           | 3:27:52,543   |
| 1967 | 30-31 травня    | США A.J. Foyt                    | Coyote       | Ford          | Ansted-Thompson Racing      | 3:18:24,211   |
| 1968 | 30 травня       | США Bobby Unser                  | Eagle        | Offenhauser   | Leader Cards Racing         | 3:16:13,786   |
| 1969 | 30 травня       | США Маріо Андретті               | Hawk         | Ford          | STP Corporation             | 3:11:14,689   |
| 1970 | 30 травня       | США Al Unser                     | Colt         | Ford          | Vel’s Parnelli Jones Racing | 3:12:37,057   |
| 1971 | 29 травня       | США Al Unser                     | Colt         | Ford          | Vel’s Parnelli Jones Racing | 3:10:11,545   |
| 1972 | 27 травня       | США Mark Donohue                 | McLaren      | Offenhauser   | Penske Enterprises          | 3:04:23,851   |
| 1973 | 28-29-30 травня | США Gordon Johncock              | Eagle        | Offenhauser   | Patrick Racing              | 2:05:25,320*  |
| 1974 | 26 травня       | США Johnny Rutherford            | McLaren      | Offenhauser   | Bruce McLaren Motor Racing  | 3:09:10,094   |
| 1975 | 25 травня       | США Bobby Unser                  | Eagle        | Offenhauser   | All American Racers         | 2:54:55,064*  |
| 1976 | 30 травня       | США Johnny Rutherford            | McLaren      | Offenhauser   | Bruce McLaren Motor Racing  | 1:42:52,466*  |
| 1977 | 29 травня       | США A.J. Foyt                    | Coyote       | Foyt          | A.J. Foyt Enterprises       | 3:05:57,186   |
| 1978 | 28 травня       | США Al Unser                     | Lola         | Cosworth      | Chaparral Racing            | 3:05:54,974   |
| 1979 | 27 травня       | США Rick Mears                   | Penske       | Cosworth      | Penske Racing               | 3:08:47,970   |
| 1980 | 25 травня       | США Johnny Rutherford            | Chaparral    | Cosworth      | Chaparral Racing            | 3:29:59,572   |
| 1981 | 24 травня       | США Bobby Unser                  | Penske       | Cosworth      | Penske Racing               | 3:35:41,819   |
| 1982 | 30 травня       | США Gordon Johncock              | Wildcat      | Cosworth      | Patrick Racing              | 3:05:09,122   |
| 1983 | 29 травня       | США Tom Sneva                    | March        | Cosworth      | Bignotti-Cotter             | 3:05:03,092   |
| 1984 | 27 травня       | США Rick Mears                   | March        | Cosworth      | Penske Cars                 | 3:03:21,638   |
| 1985 | 26 травня       | США Danny Sullivan               | March        | Cosworth      | Penske Cars                 | 3:16:06,090   |
| 1986 | 31 травня       | США Bobby Rahal                  | March        | Cosworth      | Truesports                  | 2:55:43,457   |
| 1987 | 24 травня       | США Al Unser                     | March        | Cosworth      | Penske Racing               | 3:04:59,121   |
| 1988 | 29 травня       | США Rick Mears                   | Penske       | Chevrolet     | Penske Racing               | 3:27:10,167   |
| 1989 | 28 травня       | Бразилія Емерсон Фіттіпальді     | Penske       | Chevrolet     | Patrick Racing              | 2:59:01,074   |
| 1990 | 27 травня       | Нідерланди Arie Luyendyk         | Lola         | Chevrolet     | Doug Shierson Racing        | 2:41:18,404   |
| 1991 | 26 травня       | США Rick Mears                   | Penske       | Chevrolet     | Penske Racing               | 2:50:00,791   |
| 1992 | 24 травня       | США Al Unser Jr                  | Galmer       | Chevrolet     | Galles-Kraco Racing         | 3:43:05,148   |
| 1993 | 30 травня       | Бразилія Емерсон Фіттіпальді     | Penske       | Chevrolet     | Penske Racing               | 3:10:49,860   |
| 1994 | 29 травня       | США Al Unser Jr                  | Penske       | Mercedes-Benz | Penske Racing               | 3:06:29,006   |
| 1995 | 28 травня       | Канада Жак Вільнев               | Reynard      | Cosworth-Ford | Team Green                  | 3:15:17,561   |
| 1996 | 26 травня       | США Buddy Lazier                 | Reynard      | Cosworth-Ford | Hemelgarn Racing            | 3:22:45,753   |
| 1997 | 26-27 травня    | Нідерланди Arie Luyendyk         | G-Force      | Oldsmobile    | Treadway Racing             | 3:25:43,388   |
| 1998 | 24 травня       | США Eddie Cheever Jr             | Dallara      | Oldsmobile    | Team Cheever                | 3:26:40,524   |
| 1999 | 30 травня       | Швеція Kenny Bräck               | Dallara      | Oldsmobile    | A.J. Foyt Enterprises       | 3:15:51,182   |
| 2000 | 28 травня       | Колумбія Juan Pablo Montoya      | G-Force      | Oldsmobile    | Chip Ganassi Racing         | 2:58:59,431   |
| 2001 | 27 травня       | Бразилія Hélio Castroneves       | Dallara      | Oldsmobile    | Marlboro Team Penske        | 3:31:54,180   |
| 2002 | 26 травня       | Бразилія Hélio Castroneves       | Dallara      | Chevrolet     | Marlboro Team Penske        | 3:00:10,871   |
| 2003 | 25 травня       | Бразилія Gil de Ferran           | G-Force      | Toyota        | Marlboro Team Penske        | 3:11:56,989   |
| 2004 | 30 травня       | США Buddy Rice                   | G-Force      | Honda         | Rahal Letterman Racing      | 3:14:55,2395* |
| 2005 | 29 травня       | Велика Британія Dan Wheldon      | Dallara      | Honda         | Andretti Green Racing       | 3:10:21,0769  |
| 2006 | 28 травня       | США Sam Hornish Jr               | Dallara      | Honda         | Marlboro Team Penske        | 3:10:58,7590  |
| 2007 | 27 травня       | Велика Британія Dario Franchitti | Dallara      | Honda         | Andretti Green Racing       | 2:44:03,5608* |
| 2008 | 25 травня       | Нова Зеландія Scott Dixon        | Dallara      | Honda         | Chip Ganassi Racing         | 3:28:57,6792  |
| 2009 | 24 травня       | Бразилія Hélio Castroneves       | Dallara      | Honda         | Penske Racing               | 3:19:34,6427  |
| 2010 | 30 травня       | Велика Британія Dario Franchitti | Dallara      | Honda         | Chip Ganassi Racing         | 3:05:37,0131  |
| 2011 | 29 травня       | Велика Британія Dan Wheldon      | Dallara      | Honda         | Bryan Herta Autosport       | 2:56:11,7267  |
| 2012 | 27 травня       | Велика Британія Dario Franchitti | Dallara      | Honda         | Chip Ganassi Racing         | 2:58:51,2532  |
| 2013 | 26 травня       | Бразилія Tony Kanaan             | Dallara      | Chevrolet     | KV Racing Technology        | 2:40:03,4181  |
| 2014 | 25 травня       | США Ryan Hunter-Reay             | Dallara      | Honda         | Andretti Autosport          | 2:40:48.2305  |
| 2015 | 24 травня       | Колумбія Хуан-Пабло Монтойя      |              |               |                             | 2::           |

## Жертви

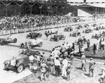
Старт гонки. 1922

30 травня 1919 загинув перший водій Артур Турман на перегонах Інді. До 1973 тут загинуло 10 водіїв, що брали участь у перегонах. Зокрема 1955 загинув дворазовий переможець Інді 500 Білл Вукович, який на Kurtis Kraft врізався у групу машин, що намагались швидко оминути місце аварії.
Під час тестових, кваліфікаційних, тренувальних заїздів на Інді 500 загинуло 23 водії — від Гаррі Мартіна (1911) до Тонні Ренна (2003). Після смерті 17 травня 1959 Джеррі Анзера внаслідок опіків отриманих ним 2 травня на тренувальному заїзді, United States Automobile Club зобов'язав усіх водіїв використовувати жаростійкі комбінезони. Під час тестового заїзду 12 травня 1961 загинув дворазовий чемпіон національної серії USAC Championship Car seasons (1951–1958) Тоні Беттенгаузен; 7 квітня 1968 британський гонщик Майк Спенс, якого запросили до участі в одній гонці Інді 500; 15 травня 1982 Гордон Смайлі при спробі перетнути бар'єр у 200 миль/год.
Крім них загинуло четверо механіків в час перегонів (1911/33), семеро в час тренувань (1931/39). На перегонах також загинуло 4 службовців, пожежників (1937/73), п'ятеро глядачів (1923/87).
Поза трасою 1931 загинув 12-річний Вілбур Брінк, якого на подвір'ї власного будинку вбило колесо, що під час аварії на трасі вилетіло з неї і впало на хлопця.